# Cheilopallene gigantea
Cheilopallene gigantea là một loài nhện biển trong họ Callipallenidae. Loài này thuộc chi Cheilopallene. Cheilopallene gigantea được miêu tả khoa học năm 1987 bởi Child.